# Claudio Lancinhouse
Claudio Lancinhouse, pseudonimo di Claudio Lancini (Adro, 12 giugno 1963), è un disc jockey italiano.

## Carriera
Inizia la carriera di DJ in piccoli locali e feste private, arrivando poi a lavorare presso la discoteca Number One di Corte Franca (BS). Inizia con la dance, techno, poi trance e, dal 1991/92, sceglie di suonare musica Hardcore con lo pseudonimo DJ Claudio Lancinhouse. Organizza così i primi party chiamati Hardcore Warriors, sviluppatisi poi in eventi più grandi chiamati Ravestorm.
Si esibisce in party internazionali: Street Parade di Zurigo, Shadowlands party in Spagna, Hardcore Nation in Italia, Mania nei Paesi Bassi, Mokum party in Germania, Hardcore 4 Life, Mysteryland, Energy, Industrial Strenght World tour, Thunderdome, Nightmare in Rotterdam, Slave to the rave, Ground Zero, Hardshock, Dominator.
Dal 1995 è autore di produzioni discografiche e hits Hardcore: con DJ Jappo produce "Rhythm EP" e con gli Stunned Guys su Traxtorm Records produce "Brain confusion EP", "Shout EP" e "Drum & Bass". Fa inoltre parte del progetto dance Mash insieme a DJ come Luca Belloni e Moroldo, e del progetto Free drink unitamente a Molella.

## Discografia
- Rhythm EP
- Brain confusion EP
- Shout EP
- Drum & Bass
- Forever Hardcore / 1998
- Hardcore Warriors / 1998
- Extreme Compilation - Summer 1999 / 1999
- Ravestorm Compilation / 1999
- Hardcore For Life / 2000
- Forever Hardcore 2 / 2001
- Forever Hardcore 3 / 2001
- Forever Hardcore Collection / 2001
- Forever Hardcore 4 / 2002
- Forever Hardcore 5 / 2003
- Hardcore Warriors 2 - Megadome / 2003
- Under Construction 2004 / 2004
- The Hardest Encounter 1 / 2005
- Number One by Claudio Lancinhouse / 2006
- Number One Compilation / 2007
- Claudio Lancinhouse 15 anni di Hardcore / 2009